# اندیس گلیداغ
گلیداغ یک اندیس غیرفلزی است که در  استان گلستان قرار دارد و مادهٔ معدنی موجود در آن، فلدسپات است.سنگ میزبان این اندیس سنگ آهک است و دیرینگی آن به دوران کرتاسه می‌رسد. در این اندیس، پاراژنز‌های کائولینیت - هیدرو میکا - کبالت یافت می‌شوند.